# Església parroquial de la Mare de Déu de l'Esperança (Teresa)
L'església parroquial Mare de Déu de l'Esperança, en Teresa, a la comarca de l'Alt Palància, és un lloc de culte declarat de manera genèrica Bé de Rellevància Local, en la categoria de Monument d'interès local, segons la Disposició Addicional Cinquena de la Llei 5/2007, de 9 de febrer, de la Generalitat, de modificació de la Llei 4/1998, d'11 de juny, del Patrimoni Cultural Valencià (DOCV Núm. 5.449 / 13/02/2007), amb codi autonòmic 12.07.110-001.

## Descripció
Es tracta d'un temple pertanyent a la Diòcesi de Sogorb-Castelló, en concret a l'arxiprestat de Sant Antoni Abat, amb seu a Xèrica.
L'edifici és del segle xvi. Construït seguint les pautes de l'estil manierista amb les variants d'aquesta comarca, utilitza com a materials maçoneria i cadirat, i presenta una façana que s'estructura en costat de l'epístola, en el qual se situen tant l'accés al temple, que es realitza després de pujar una doble escalinata, com la torre campanar.
La planta presenta una sola nau, amb capelles, de menor altura que la central, entre els contraforts, i coberta interiorment acabada, en nau, capella major, presbiteri i capelles laterals, en Volta de creueria. També presenta sagristia i baix cor (amb front rebaixat) amb coberta plana en tots dos casos. En la seva disposició es distingeixen tres crugies.
Durant la guerra del 36 el temple va sofrir greus desperfectes, la qual cosa va fer necessària la seva reconstrucció gairebé total, que va ser duta a terme pel Servei Nacional de Regions Devastades i Reparacions, per la qual cosa del temple original tan solament queda el primer tram de l'església i el talús que es va construir per igualar el terreny de la plaça amb la construcció.
Externament es troba adossada per la part de l'absis a altres edificis, i es pot observar la presència d'un ràfec de teules ceràmiques decorat amb mènsules del mateix material.
La façana, que com hem dit anteriorment està en un lateral de l'edifici, presenta una portada de tipus pòrtic (amb coberta en forma de volta de canó i de major altura que les capelles situades entre els contraforts), en el qual es distingeixen una portada en forma de retaule renaixentista, d'una porta de dues fulles de fusta folrades de plaques metàl·liques; emmarcada per pilastres compostes de fust acanalat, amb arquitrau llis i una fornícula de triangular frontó i decoracions esfèriques. A més, a l'esquerra de la portada pot veure's un rellotge de sol.
Aquest lateral en el qual es presenta la façana és on es troba la torre campanar, de fàbrica, igual que la resta del temple, de maçoneria i carreu; presenta quatre cossos (en el qual el primer presenta forma de talús) i rematada.